# TOI-813
TOI-813 – gwiazda z gwiazdozbioru półkuli południowej Złota Ryba będąca jasnym podolbrzymem o typie widmowym G0 IV. TOI-813 znajduje się w odległości około 858 lat świetlnych od Układu Słonecznego. Gwiazda ma masę wynoszącą 1,32 Mʘ, natomiast promień gwiazdy to 1,94 Rʘ. Wokół gwiazdy krąży jedna odkryta planeta TOI-813 b.

## Układ planetarny
We wrześniu 2019 roku odkryto krążącą wokół gwiazdy planetę TOI-813 b. Towarzysz gwiazdy to gazowy olbrzym, który okrąża gwiazdę w ciągu 84 ziemskich dni, w odległości około 0,42 AU po lekko ekscentrycznej orbicie o mimośrodzie 0,05. Masa TOI-813 b wynosi około 0,21 MJ, a promień planety to około 0,6 RJ. Planeta została odkryta metodą tranzytu.
TOI-813 b to pierwsza planeta odkryta dzięki pracy internatów korzystających z platformy Zoouniverse w projekcie Planet Hunters TESS, która wykorzystuje dane zebrane przez kosmiczny teleskop TESS. TOI-813 b niebędący wówczas potwierdzoną egzoplanetą otrzymał także dodatkową nazwę Planet Hunters TESS I. Kiedy kandydat na planetę przeszedł wszystkie standardowe badania w obserwatoriach naziemnych oficjalnie uznano go jako planetę krążącą wokół gwiazdy TOI-813 i oznaczono TOI-813 b. We wrześniu 2019 roku, kiedy oficjalnie ogłoszono odkrycie planety, zostało wyróżnionych blisko dwudziestu internatów biorących udział w publicznym projekcie Planet Hunters TESS.

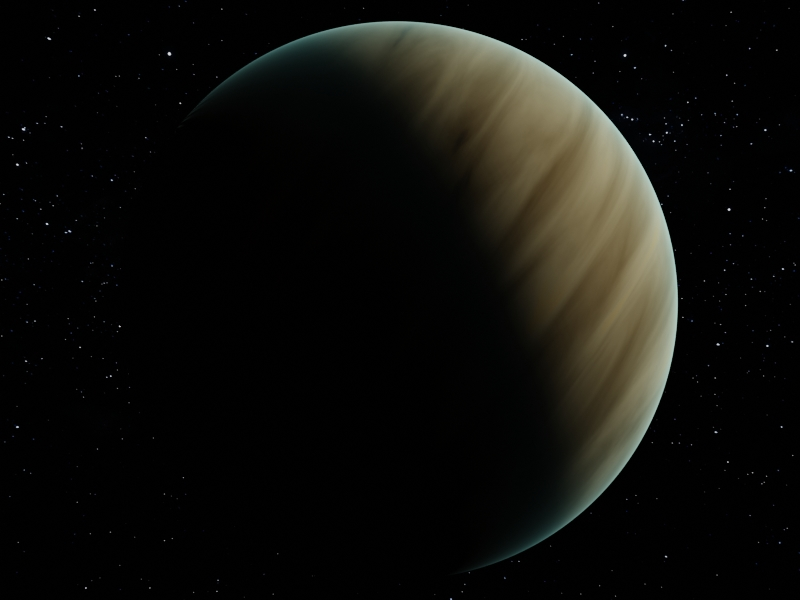
TOI-813 b - wyobrażenie artysty.